# Muconda
Muconda é uma cidade e município da província da Lunda Sul, em Angola.
Tem cerca de 148 mil habitantes. É limitado a norte pelo município de Saurimo, a leste pela República Democrática do Congo, a sul pelos municípios de Luau e Luacano, e a oeste pelo município de Dala.
O município é constituído pela comuna-sede, correspondente à cidade de Muconda, e pelas comunas de Muriege, Chiluage e Cassai Sul.
Até 1975 teve a designação de "Nova Chaves".